# The Caddy's Dream
The Caddy's Dream è un cortometraggio muto del 1911. Il nome del regista non viene riportato nei credit del film.

## Produzione
Il cortometraggio fu prodotto dalla Majestic Motion Picture Company

## Distribuzione
Distribuito dalla Motion Picture Distributors and Sales Company, il film - un cortometraggio di 100 metri - uscì nelle sale statunitensi il 31 dicembre 1911. Nelle proiezioni, veniva programmato con il sistema dello split reel, accorpato in un'unica bobina con un altro cortometraggio, la commedia Will You Marry Me?.
Non si conoscono copie ancora esistenti della pellicola che viene considerata presumibilmente perduta.